# Gastromicans noxiosa
Gastromicans noxiosa là một loài nhện trong họ Salticidae.
Loài này thuộc chi Gastromicans. Gastromicans noxiosa được Eugène Simon miêu tả năm 1886.